# Hyundai i10
Hyundai i10 är en småbil som ersatte Hyundai Atos år 2008.

## Generation 1
Modellen erbjudas endast som 5-dörrars halvkombi, med fyrcylindriga bensinmotorer och en trecylindrig turbodieselmotor.
Modellen byggs på samma bottenplata som Kia Picanto. Till skillnad mot föregångaren Atos är den inte högbyggd, utan en mer konventionell småbil. Modellen tillverkades i Indien, som också var den tänkta huvudmarknaden, även om bilen även har sålt bra i många europeiska länder.

### Motoralternativ
| Modell    | Årsmodell | Motor                   | Cylindervolym | Effekt | Vridmoment | Bränslesystem      |
| --------- | --------- | ----------------------- | ------------- | ------ | ---------- | ------------------ |
| 1.1       | 2009-     | 4-cyl radmotor SOHC 12V | 1086 cm³      | 66 hk  | 99 Nm      | Bränsleinsprutning |
| 1.2       | 2009-     | 4-cyl radmotor DOHC 16V | 1248 cm³      | 78 hk  | 118 Nm     | Bränsleinsprutning |
| 1.1 CRDi* | 2009-     | 3-cyl radmotor DOHC 12V | 1120 cm³      | 75 hk  | 153 Nm     | Turbodiesel        |

- Ej Sverige

## Generation 2 (2014-2019)
Andra generationen premiärvisades 2013 och började säljas i Europa i början av 2014. Den här generationen av i10 tillverkas i Turkiet, medan den törsta generationen fortsatte att tillverkas för den indiska marknaden fram till 2017. Andra generationen har större utrymmen än föregångaren och som tillval finns tillbehör som uppvärmd ratt, farthållare/fartbegränsare och touchskärm med navigation.
Motoralternativen är en 1-liters trecylindrig motor på 68 hk eller en 1,2-liters fyrcylindrig på 82 hk, Båda finns med 5-växlad manuell eller 4-stegs automatlåda. En mindre Facelift gjordes 2016 som innebar att i10 fick runda dimbakljus i stället för fyrkantiga och runda DRL-lampor i fronten.  

## Grand i10 (2013- )
Den ursprungliga i10 kompletterades på den asiatiska marknaden med en ny modell som kallas Grand i10 och som bygger på generation 2 men har en aning större hjulbas. I Asien kompletterar den utbudet genom att kila in sig mellan i10 och i20 i storlek. Modellen säljs inte i Europa.